# Pijavica (atmosferska pojava)
Pijavica, vrtložni vjetar, vijar ili tromba je atmosferski vrtlog manjeg razmjera i kratkog trajanja koji se pri izrazito nestabilnoj atmosferi pojavljuje ispod olujnog kumulonimbusa. Može nastati iznad vodene površine (vodena, ili ako nastane nad morem, morska pijavica) te nad kopnom. Vodena pijavica je u stvari manji tornado nad vodom te takvu pijavicu kad prijeđe s vodene površine nad kopno valja smatrati tornadom. Rotacija u vrtlogu pijavice češće je u ciklonalnom smjeru.
Često se može vidjeti više morskih pijavica istovremeno. Lomljiva cijev pijavice ljevkastog je oblika te je često nagnuta. Proteže se od oblaka do morske površine. Promjera je od dvadesetak do stotinu metara. Donji dio (svega nekoliko metara visine) sastoji se od usisane morske vode, a gornji od kapljica nastalih kondenzacijom pri dizanju vlažnoga zraka.
Pijavice obično kratko traju, od pet do deset minuta, ali katkad mogu trajati i preko sat vremena. Brzine kojima zrak kruži oko područja sniženog tlaka u središtu vrtloga iznose od nekoliko km/h pa do 80 km/h u izuzetnim slučajevima. Pijavica silno uzburkava morsku vodu te može potopiti čamce. Prijeđe li na kopno, duž uske putanje kojom prolazi, može nanijeti veliku štetu drveću, građevinama, vozilima i drugim predmetima.
Ruđer Bošković je opisao tu pojavu (1749) u svom djelu O vihoru koji je noću između 11. i 12. lipnja 1749. opustošio veliki dio Rima.  U tumačenju uzroka pojave tvrdio je da pijavice stvaraju isparavanja koja se dižu iz Zemlje pomiješana s vodenom parom te podzemni oganj. Boškovićevo tumačenje nije daleko od današnjega shvaćanja nastanka pijavica: nužna je vlaga i razmjerno visoka temperatura.